# 泸县
泸县是四川省泸州市下辖县，位于四川盆地南部的长江和沱江汇合处。县人民政府驻玉蟾街道，幅员面积1532平方公里。泸县是西部百强县、国家级卫生城市，目前正计划撤县设区，改制為"泸州市泸川区"。因龙文化而有“龙城”之称。2016年5月获评“中国曲艺之乡”称号。

## 地理
- 位于东经105°10′50″至105°45′30″，北纬28°54′40″至29°20′00″之间。南北跨度46.8km，东西跨度56.23km，
- 泸县境内地势由东北向西南缓倾，绝大部分属丘陵地带，海拔高度218米至757.5米。
- 东与重庆市的永川区、泸州市合江县连接，南与泸州市龙马潭区和江阳区相邻，西与自贡市富顺县接壤，北与重庆市荣昌县和内江市隆昌市相连。县城距成都230公里、重庆130公里、泸州城区30公里。
- 历年年平均气温18.0℃，极端最高气温41.3℃，极端最低气温-1.6℃。历年年平均降水1016.2毫米。历年年平均日照时数1145.0小时。

## 历史
- 春秋战国时为巴国地。
- 秦灭巴后，属巴郡辖治。
- 西汉设江阳县，梁武帝大同中置泸州，领江阳郡，改江阳为泸州县。
- 唐时复置泸州，泸州县为州、郡府治。泸州、泸川几经更替。
- 元时复置泸州至明、清。
- 1913年改泸州为泸县，属永宁道治，名称沿用至令。
- 1950年，属泸县专区（后改名隆昌专区、泸州专区）。
- 1996年1月，泸州市区划调整，将泸县一分为三，6个乡镇划归江阳区，5个乡镇划归龙马潭区，泸县保留24个乡镇，行政驻地从小市(借驻)迁至福集。
- 2014年4月，根据《四川省人民政府关于同意泸县调整福集镇行政区划的批复》调整了福集镇区划。目前，泸县辖19个镇、1个街道。[4]
- 2016年7月29日，中共泸州市委七届十二次全体会议表决通过了《关于撤销泸县设立泸州市泸川区的方案》，同意上报撤销泸县设立泸州市泸川区。

## 人口
2020年末，根據全國第七次人口普查統計數據顯示：全县常住人口为764362人，与2010年第六次全国人口普查840336人相比，减少75974人，下降9.04%，年平均下降0.90%。 全县共有家庭户287651户，集体户7680户，家庭户人口为724753人，集体户人口为39609人。
- 截至2016年底，全县户籍人口107.28万人。其中，非农业人口14.62万人，农村人口92.66万人。年末常住人口86.89万人。其中，城镇常住人口33.16万人，乡村常住人口53.73万人，城镇化率38.16%。[6]

## 行政区划
2011年，全县共有19个镇，43个城镇社区居民委员会，193个居民小组。有251个村民委员会，2400个村民小组，总人口108.69万人。
2014年，原县城所在福集镇划分为二，分设玉蟾街道、福集镇。至此，泸县辖1个街道、19个镇∶玉蟾街道、福集镇、嘉明镇、喻寺镇、得胜镇、牛滩镇、兆雅镇、玄滩镇、太伏镇、云龙镇、石桥镇、毗卢镇、奇峰镇、潮河镇、云锦镇、立石镇、百和镇、天兴镇、方洞镇和海潮镇；共251个行政村、43个社区；县政府驻玉蟾街道。

## 经济
- 2017年，泸县地区生产总值300.4亿元，全社会固定资产投资完成367.3亿元，社会消费品零售总额118.6亿元，完成地方一般公共预算收入14.9亿元，城镇居民人均可支配收入达30910元，农村居民人均可支配收入15146元。[9]
- 经济主要以医药产业、食品产业、建筑业、旅游业和现代农业为主。[3]

## 交通
- 公路：西南出海通道 厦蓉高速、 蓉遵高速、 广泸高速、泸永高速纵贯全境，与县城互联互通。此外还有 246国道、 321国道经过。
- 铁路：隆黄铁路穿境而过，北接成渝铁路、南连沪昆铁路，货运直达全国各地。 绵泸高速铁路内自泸段在县城设泸县站；在建的 渝昆高速铁路将贯穿泸县境内，并在县域东部设泸州东站。
- 航空：泸州云龙机场距县城16公里，于2018年9月开通运营。
- 水运：长江黄金水道3000吨级船舶可常年昼夜通行。四川出海第一港泸州国际集装箱码头距县城39公里，吞吐能力400万标箱，实现了江海联运；四川长江北岸唯一的千吨级散杂件码头泸县神仙桥码头距县城35公里，一期吞吐量达400万吨的5个泊位已建成投入运行。

## 矿产资源
- 已开发利用的矿产资源8种，以烟煤、石英砂（岩）、石灰岩、砂岩、页岩、天然气的开发利用最为突出。煤、石英砂岩、石灰岩等均有丰富的资源储量及较好的开采条件，背斜带之间的宽缓向斜带上，是砖瓦用页岩、建筑用砂岩以及建筑用石灰岩的主要分布地区。天然气几乎遍及全县各地。[10]

## 文物保护单位
全国重点文物保护单位8.5处：泸县宋墓、罗盘嘴墓群、泸县龙桥群、龙脑桥、泸县屈氏庄园、玉蟾山摩崖造像、泸县圆通寺、奇峰渡槽、茶马古道-光明古道。
省级文物保护单位10处：东林观山寨遗址、沙子坪洞子山墓群、泸县宋墓群、惠济桥、延福寺石刻、照南山尹氏宗祠、泸县酒窖池、万寿山古城址、大坝庄园、屈垣子民居。
市级、县级文物保护单位分别为4处、91处。

## 旅游
- 省级风景名胜区玉蟾山，国家AAA级风景区。
- 玉蟾温泉国际度假区。
- 龙桥文化生态园（福集鎮），国家AAAA级风景旅遊区。
- 道林沟（石橋鎮）。
- 玉龙湖（立石镇、毗卢镇），国家3A级风景区。

## 教育
- 现有普通高中5所，职业高中3所，初中50所，小学36所，特殊教育学校1所。小学学龄儿童入学率达100%。九年义务教育完成率99.03%。[6]
- 有国家级示范性普通高中、四川省一级示范校泸县二中，高考本科上线人数已多年保持泸州之最，其影响力也覆盖到川南地区临近市县。

## 特色产品
- 太伏火腿
- 潮河龙眼，猪儿粑，海潮李花生。